# Aretha (série de jeux vidéo)
Pour les articles homonymes, voir Aretha.
Aretha (アレサ) est une série de jeux vidéo de rôle développé par Japan Art Media et édité par Yanoman uniquement au Japon. Les trois premiers opus sont sortis sur Game Boy suivi par 3 autres titres sur Super Nintendo. "Aretha" est le nom du Royaume dans lequel se déroule l'action. L'ensemble des jeux sont des RPG au combat au tour par tour à l'exception du titre Rejoice, un action-RPG.

## Titres de la série
1. Aretha (アレサ?)[1],[2] (16 novembre 1990, Game Boy)
2. Aretha II (アレサII?) (27 septembre 1991, Game Boy)
3. Aretha III (アレサIII?) (16 octobre 1992, Game Boy)
4. Aretha: The Super Famicom (23 novembre 1993, Super Nintendo). L'héroïne, Ariel et son dragon Fang, doit sauver le royaume et découvrir le secret de l'anneau d'Aretha.
5. Aretha II: Ariel no Fushigi na Tabi (アレサ２ アリエルの不思議な旅?) ( 2 décembre 1994, Super Nintendo).
6. Rejoice: Aretha Oukoku no Kanata (リジョイス〜アレサ王国の彼方〜?) (21 avril 1995, Super Nintendo)[3].